# 方芳芳
方芳芳（1961年3月21日—）本名方芳，台灣電視節目主持人。因外型出眾，有「最美麗主持人」之稱。曾以《就在今夜》、《玫瑰之夜》得到金鐘獎綜藝節目主持人獎。1996年婚後淡出演藝圈；2010年主持第45屆電視金鐘獎頒獎典禮復出。

## 演藝生涯
父親是浙江定海人，母親是北方人，家中有七個兄弟姊妹，她排行第六。本名方芳，因與前輩方芳同名，取藝名方芳芳。
方芳芳的四姊方典在華視擔任助理導播，有一次方典把方芳芳的照片放入明星簿裡面，卻也因此讓方芳芳被星探發掘、介紹給了知名導演丁善璽。方芳芳19歲時便與秦祥林拍了電影《上尉與我》進而出道，開始在各地作秀並主演電視劇與主持綜藝節目，早期以清純玉女的形象行走於演藝圈，1981年在歌林唱片發行過兩張唱片專輯。
1985年，方芳芳主持江吉雄與崔長華製作的台視歌唱節目《群星飛躍》，這是她第一次主持常態節目，她以高雅的形象示人。之後巴戈邀請方芳芳主持《就在今夜》、《女丑劇場》，開始以活潑搞笑的型態主持節目，為台灣電視圈玉女轉型女丑的成功案例。1991年、1993年，方芳芳以《就在今夜》與《玫瑰之夜》而分別獲得第26屆與第28屆金鐘獎電視金鐘獎綜藝節目主持人獎。
除了電視節目以外，方芳芳也主持過三金頒獎典禮跟國慶晚會，主持經歷豐富。
1993年方芳芳跳槽華視，接下《綜藝萬花筒》、《綜藝總動員》等節目，亦莊亦諧的主持風格讓她到了華視依然是主力主持人。
1990年，方芳芳透過相親認識經營連鎖麵包店「可頌坊」的可颂食品董事长陳行青（丹尼爾）。1993年，方芳芳與丹尼爾結婚；婚後3年，方芳芳懷孕淡出演藝圈。方芳芳與丹尼爾在英屬香港住了7年，後因丹尼爾工作而移居上海。因此也粗通粵語和吳語上海話。
2010年10月22日，方芳芳與曾國城主持第45屆金鐘獎電視金鐘獎頒獎典禮，是方芳芳首次復出。2012年4月26日，方芳芳為主持台視、三立都會台《超級偶像》與媒體見面，是暌違16年再次主持常態節目。2014年12月8日，衛視中文台《一袋女王》慶祝1000集，方芳芳透露，為了照顧年邁公婆，兒子又將到美國讀大學，她與丹尼爾將回台灣定居，「未來在台灣、香港、上海與美國四地跑」。
2015年方芳芳首次主演舞台劇《同學會！同鞋～》，2016年7月與徐乃麟、曾國城、庹宗康、康康、郭子乾主持中視戶外綜藝節目《沒玩沒了》。
近年方芳芳熱衷於公益活動，2019年曾受巴戈之邀參加國標舞義演募捐。2020年起擔任台灣優質生命協會理事長，並持續關懷社會弱勢與獨居老人。

## 作品

### 電影
| 年份   | 片名                 | 飾演   |
| 1981年 | 《上尉與我》         |        |
| 1981年 | 《神劍動山河》       |        |
| 1981年 | 《沙家十五女英豪》   |        |
| 1981年 | 《陽陽俊》           |        |
| 1982年 | 《玉面蜘蛛》         |        |
| 1982年 | 《冒泡的小妞》       |        |
| 1982年 | 《磨牙的女人》       |        |
| 1982年 | 《孫悟空大戰飛人國》 |        |
| 1983年 | 《抓鬼特攻隊》       |        |
| 1984年 | 《洪隊長》           |        |
| 1986年 | 《八二三砲戰》       | 王蘋   |
| 1986年 | 《戰爭前夕》         |        |
| 2019年 | 《瘋狂電視台瘋電影》 | 方芳芳 |
| 2019年 | 《幻術》             | 連方瑀 |

### 電視劇
| 年份   | 頻道 | 劇名               | 飾演           | 備註                          |
| 1984年 | 中視 | 《輕霧》           | 凌竹君         |                               |
| 1985年 | 台視 | 《富貴浮雲》       | 徐映真、李若倩 | 第一部電視劇 （一人分飾兩角） |
| 1986年 | 台視 | 《梧桐夜雨》       | 莊綉鳳（雯麗） |                               |
| 1987年 | 台視 | 《今夜相思雨》     | 歐陽百琪       |                               |
| 1987年 | 台視 | 《野薑花盛開》     | 顧嫚芬         |                               |
| 1988年 | 台視 | 《不再想起》       | 朱天慧         |                               |
| 1990年 | 台視 | 《郵差三度來按鈴》 | 丁窈窕         |                               |
| 1991年 | 台視 | 《郵差四度來按鈴》 | 李荳荳         |                               |

### 主持
| 年代                         | 頻道        | 節目               | 備註                                       |
| 1985年                       | 台視        | 《群星飛躍》       | 首度主持                                   |
|                              | 台視        | 《歡樂急轉彎》     |                                            |
|                              | 台視        | 《小婦人俱樂部》   | 與劉德凱主持                               |
| 1988年、1990年－1992年       | 台視        | 《女丑劇場》       | 與巴戈主持                                 |
|                              | 台視        | 《就在今宵》       | 與巴戈主持                                 |
| 1988年                       | 台視        | 《就在今夜》       | 與巴戈主持                                 |
| 1991年5月                    | 台視        | 《今夜星光》       | 與趙寧主持                                 |
| 1991年10月19日               | 台視        | 《玫瑰之夜》       | 與李茂山主持                               |
| 1992年8月1日 - 1993年5月15日 | 台視        | 《885熱力傳送》    | 與趙寧主持                                 |
|                              | 台視        | 《非常綜藝》       | 與徐乃麟主持                               |
| 1993年4月5日                 | 華視        | 《綜藝萬花筒》     | 與徐乃麟主持                               |
| 1990年2月1日                 | 華視        | 《綜藝總動員》     | 與曹蘭主持                                 |
| 1994年2月1日                 | 華視        | 《鑽石舞台》       | 與陽帆主持                                 |
|                              | 華視        | 《綜藝大聯盟》     | 與胡瓜、藍心湄主持                         |
| 1994年                       | 華視        | 《星期天報報》     | 與曹啟泰主持                               |
|                              | 華視        | 《亞太之星》       |                                            |
| 2014年1月30日～2月22日       | 華視        | 《2014永遠的星星》 | 與曾國城、曹蘭、黃子佼主持                 |
|                              | 新传媒8频道 | 《一心一德为善乐》 |                                            |
| 2012年5月26日                | 三立都會台  | 《超級偶像7》      |                                            |
| 2016年7月17日                | 中視        | 《沒玩沒了》       | 與徐乃麟、曾國城、庹宗康、康康、郭子乾主持 |

### 頒獎典禮主持
金曲獎
| 年份   | 節目                 | 頻道 | 備註                       |
| ------ | -------------------- | ---- | -------------------------- |
| 2001年 | 第12屆金曲獎頒獎典禮 | 東森 | 搭檔澎恰恰、許效舜、吳宗憲 |

金鐘獎
| 年份   | 節目                 | 頻道 | 備註       |
| ------ | -------------------- | ---- | ---------- |
| 1993年 | 第28屆金鐘獎頒獎典禮 | 台視 | 搭檔田文仲 |
| 2010年 | 第45屆金鐘獎頒獎典禮 | 台視 | 搭檔曾國城 |

金馬獎
| 年份   | 節目                 | 頻道 | 備註     |
| ------ | -------------------- | ---- | -------- |
| 1993年 | 第30屆金馬獎頒獎典禮 | 華視 | 搭檔孫越 |

### 舞台劇
- 全民大劇團《同學會！同鞋～》

## 專輯
| 專輯       | 發行日期 | 發行公司 | 曲目 |
| 請你不要走 | 1981,06  | 歌林唱片 | 曲目 1. 那遺忘已久的歌 2. 隨風輕歌 3. 捕捉夏日的陽光 4. 問 5. 如果你 6. 一縷輕笑 7. 請你不要走 8. 你猜一猜 9. 山腰上的女郎 10. 虹 11. 一個小心願 12. 那遺忘以久的歌 (輕音樂) |
| 數羊的晚上 | 1982,03  | 歌林唱片 | 曲目 1. 數羊的晚上 2. 兩種心情 3. 唱吧！唱吧！ 4. 離情 5. 跳躍的星辰 6. 那份感情 7. 約會在夢中 8. 心兒蜜樣甜 9. 看一眼 10. 情感 11. 無言的關懷                               |

## 獎項

### 電視金鐘獎
| 年份   | 獲提名         | 獎項                             | 結果 |
| ------ | -------------- | -------------------------------- | ---- |
| 1989年 | 《就在今夜》   | 第24屆金鐘獎綜藝節目主持人獎     | 入圍 |
| 1990年 | 《就在今夜》   | 第25屆金鐘獎最佳綜藝節目主持人獎 | 入圍 |
| 1991年 | 《就在今夜》   | 第26屆金鐘獎電視綜藝節目主持人獎 | 獲獎 |
| 1993年 | 《玫瑰之夜》   | 第28屆金鐘獎綜藝節目主持人獎     | 獲獎 |
| 1995年 | 《綜藝總動員》 | 第30屆金鐘獎綜藝節目主持人獎     | 入圍 |

## 廣告
- 坎妮洗髮乳
- 資生堂保養系列
- 味全「木崗高品質雞蛋」

## 外部連結
- 方芳芳在香港影庫上的簡介